# Олеск
Оле́ск (укр. Олеськ) — село в Вишневской сельской общине Ковельского района Волынской области Украины.
До 2020 года входило в Любомльский район.
Код КОАТУУ — 0723383301. Население по переписи 2001 года составляет 856 человек. Почтовый индекс — 44356. Телефонный код — 3377. Занимает площадь 3,65 км².

## Персоналии
В селе родился Герой Социалистического Труда Павел Евстафьевич Гиль.